# Gangsta’s Paradise (album)
Gangsta’s Paradise – drugi studyjny album amerykańskiego rapera Coolia. Został wydany 21 listopada, 1995 roku.
Album zawiera największy przebój rapera, tytułowy „Gangsta’s Paradise”, znany ze ścieżki dźwiękowej filmu Młodzi gniewni. Singel ten dotarł do pierwszego miejsca notowania Hot 100 magazynu „Billboard”. Drugim utworem promującym album był „1, 2, 3, 4 (Sumpin’ New)”, który uplasował się na piątym miejscu. Ostatnim singlem została piosenka „Too Hot”, plasując się na 24. miejscu.

## Lista utworów
| #   | Tytuł                      | Producent                                                   | Wykonawca                                             |
| --- | -------------------------- | ----------------------------------------------------------- | ----------------------------------------------------- |
| 1.  | „That's How It Is”         | Coolio                                                      | Coolio, Talkbox                                       |
| 2.  | „Geto Highlites”           | Christopher Hamabe, Devon Davis                             | Coolio, 40 Thevz                                      |
| 3.  | „Gangsta’s Paradise”       | Doug Rasheed                                                | Coolio, L.V., Trinna Simmons                          |
| 4.  | „Too Hot”                  | Bryan Dobbs                                                 | Coolio, J.T. Taylor                                   |
| 5.  | „Cruisin’”                 | Christopher Hamabe, Devon Davis                             | Coolio, Malika, Shaunna D.                            |
| 6.  | „Exercise Yo Game”         | Jay Williams, Maurice Thompson                              | 40 Thevz, Coolio, E-40, Kam                           |
| 7.  | „1, 2, 3, 4 (Sumpin' New)” | James Carter, Poison Ivey                                   | Coolio                                                |
| 8.  | „Smilin’”                  | Dominic Aldridge, James Carter, Reece Carter (co-producent) | Coolio, Baby G                                        |
| 9.  | „Fucc Coolio”              | Coolio                                                      | Coolio                                                |
| 10. | „Kinda High Kinda Drunk”   | Dominic Aldridge, James Carter, Danny Taylor (co-producent) | Coolio                                                |
| 11. | „For My Sistas”            | Oji Pierce                                                  | Coolio, Lashann Dendy                                 |
| 12. | „Is This Me?”              | Devon Davis                                                 | Coolio, LV, Rated R                                   |
| 13. | „A Thing Goin' On”         | Oji Pierce                                                  | Coolio, Jeremy Monroe                                 |
| 14. | „Bright As the Sun”        | Oji Pierce                                                  | Coolio, Will Wheaton                                  |
| 15. | „Recoup This”              | Spoon                                                       | Coolio, Capucine Jackson, P.S.                        |
| 16. | „The Revolution”           | Bryan Dobbs                                                 | Coolio                                                |
| 17. | „Get Up, Get Down”         | Bryan Dobbs                                                 | Coolio, Leek Ratt, Malika, P.S., Ras Kass, Shorty, WC |

## Sprzedaż i certyfikaty

### Certyfikaty
| Kraj              | Certyfikaty | Data              | Sprzedaż |
| ----------------- | ----------- | ----------------- | -------- |
| Kanada            | platyna     | 21 lipca, 1997    | 100 000  |
| Niemcy            | złoto       | 1996              | 250 000  |
| Holandia          | złoto       | 1996              | 40 000   |
| Szwecja           | złoto       | 28 marca, 1996    | 10 000   |
| Wielka Brytania   | złoto       | 1 stycznia, 1996  | 300 000  |
| Stany Zjednoczone | 2x platyna  | 10 kwietnia, 1996 | 2 000    |

### Notowania
| Notowania (1995–1996)                 | Najwyższa pozycja |
| ------------------------------------- | ----------------- |
| Australia ARIA Albums Chart           | 12                |
| Austria Albums Chart                  | 4                 |
| Belgia (Flanders) Albums Chart        | 28                |
| Belgia (Wallonia) Albums Chart        | 14                |
| Holandia Albums Chart                 | 9                 |
| Finlandia Albums Chart                | 11                |
| Francja SNEP Albums Chart             | 38                |
| Niemcy Albums Chart                   | 6                 |
| Nowa Zelandia RIANZ Albums Chart      | 5                 |
| Norwegia Albums Chart                 | 24                |
| Szwecja Albums Chart                  | 16                |
| Szwajcaria Albums Chart               | 2                 |
| Wielka Brytania Albums Chart          | 18                |
| U.S. Billboard 200                    | 9                 |
| U.S. Billboard Top R&B/Hip-Hop Albums | 14                |